# Lucas-számok
A Lucas-szám vagy Lucas-sorozat egy pozitív egész számokból álló sorozat, melyet Édouard Lucas (1842–1891) francia matematikusról neveztek el.
A Lucas-sorozat egy rekurzív sorozat, ahol a sorozat minden tagja az előző két szám összege. Hasonló a Fibonacci-sorozathoz, csupán az a különbség, hogy a sorozat itt nem 0-val és 1-gyel kezdődik, hanem 2-vel és 1-gyel:
2, 1, 3, 4, 7, 11, 18, 29, 47, 76, 123, ……